# Convergència (encaminament)
En telemàtica, la convergència és l'estat d'un conjunt de routers que tenen la mateixa informació de topologia sobre la xarxa IP en què operen. Perquè un conjunt de routers hagi convergit, han d'haver recol·lectat tota la informació accessible de la topologia dels altres mitjançant un protocol d'encaminament donat, la informació reunida no pot contradir-se i ha de reflectir l'estat real de la xarxa. En altres paraules, en una xarxa en què hi ha convergència, tots els routers "han d'estar d'acord" en com és la topologia de xarxa.
La convergència és un aspecte important per un conjunt de routers que usin encaminament dinàmic. Tots els Interior Gateway Protocols confien el seu bon funcionament en la convergència. Haver convergit és l'estat normal d'un sistema autònom operatiu. El BGP, en canvi, no convergeix gairebé mai, en ser massa gran la xarxa perquè els canvis arribin prou ràpid.

## Procés de convergència
Quan s'habilita un procés de protocol d'encaminament, cada router intentarà intercanviar informació sobre la topologia de la xarxa. L'abast d'aquesta informació, la manera com s'envia i es rep i el tipus d'informació dependran molt del protocol d'encaminament usat, per exemple el RIP, l'OSPF o el BGP.
S'aconsegueix l'estat de convergència quan tota la informació d'encaminament específica del protocol ha estat distribuïda a tots els routers que participen en el procés d'encaminament. Qualsevol canvi en la xarxa que efecti les taules d'encaminament trencarà la convergència temporalment fins que aquest canvi no s'hagi comunicat amb èxit a la resta de routers.

## Temps de convergència
El temps de convergència és una mesura de com de ràpid un grup de routers obtenen la convergència. És un dels principals objectius en el disseny de protocols i un indicador del seu rendiment, ja que els protocols haurien d'implementar un mecanisme que permetés a tots el routers convergir ràpidament i de manera fiable. Evidentment, la mida de la xarxa també té un paper important en el temps de convergència. Una xarxa més gran convergirà més tard que una més petita.
El RIP és un protocol d'encaminament que convergeix tan lentament que fins i tot una xarxa de pocs usuaris pot trigar fins a 2 minuts a convergir. En cas que s'anunciï una nova ruta, les actualitzacions asíncrones poden agilitzar la convergència del RIP, però eliminar una ruta que existia prèviament pot trigar més per culpa dels temportizadors de holddown. OSPF és un exemple de protocol d'encaminament amb temps de convergència baix. Una xarxa de pocs routers pot convergir en segons.
Una certa configuració i condicions de hardware impediran que una xarxa no convergeixi mai. Per exemple, una interfícia amb flapping (una interfície que canvia sovint entre activa i inactiva) pot causar que es propagui informació contradictòria a través de la xarxa fent que els routers no es posin mai d'acord sobre el seu estat actual. Sota certes circumstàncies, pot interessar retenir informació d'encaminament de parts de la xarxa via supernetting, agilitzant doncs la convergència de la informació topològica compartida pels routers.